# Ophiopyrgus turritus
Ophiopyrgus turritus är en ormstjärneart som beskrevs av Litvinova 1984. Ophiopyrgus turritus ingår i släktet Ophiopyrgus och familjen fransormstjärnor. Inga underarter finns listade i Catalogue of Life.